# 10-я Московская гимназия

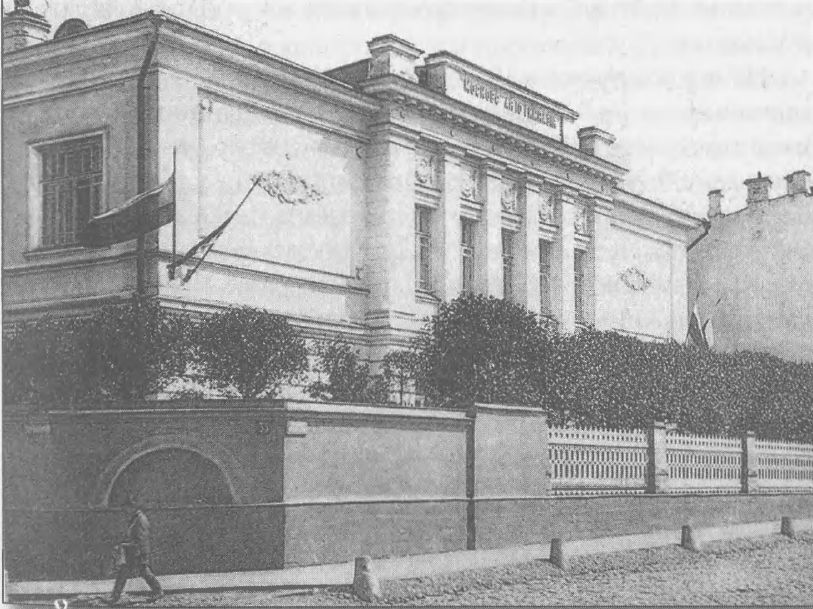
10-я Московская гимназия (1900-е гг.).
Ул. Якиманка, 33.

Московская 10-я мужская гимназия — казённое среднее учебное заведение, действовавшее в Москве с 1902 по 1918 год.

## История
Была образована в 1902 году из Московской шестиклассной прогимназии, директором которого был В. М. Михайловский, назначенный директором 2-й Московской гимназии. Располагалась в доме камергера С. М. Сухотина (1818—1886) на Большой Якиманке (д. 33). Ещё в конце XIX века для размещения прогимназии в здании были произведены незначительные перестройки, а в начале XX века был изменён фасад: был пристроен неоклассический объём (около 1913), приблизивший сооружение к улице, который и формирует теперь его облик.

## Известные выпускники
См.: Выпускники 10-й Московской гимназии
В 1904 году гимназию окончили Михаил Швецови Сергей Ринкевич (с золотыми медалями), в 1905 — Александр Рыбаков и Лев Кафенгауз, в 1908 — Борис Егоров, в 1909 — Борис Тронов (с золотой медалью), в 1910 — Николай Шатский и Никанор Любимов, в 1911 — Михаил Тронов, в 1912 — Михаил Утёнков, в 1914 — Семён Ковнер, 1915 — Николай Авенариус, в 1916 — Виктор Приклонский (с серебряной медалью) и Дмитрий Арапов, в 1917 — Василий Лебедев и Виктор Громов (с золотыми медалями), а также Борис Петров.
В гимназии также учились известные впоследствии люди: Павел Бурышкин, Юрий Пименов, Сергей Чибисов и другие.

## Директора и преподаватели
Первым директором гимназии стал В. Н. Смольянинов. После него — Р. И. Державин. С 16 февраля по 14 мая и с 17 мая по 31 октября 1906 года, а также с 31 августа по 26 ноября 1907 года обязанности директора исполнял её инспектор П. А. Виноградов, после чего он был утверждён в должности директора и недолго занимал её до своей смерти в 1909 году. С 18 июня 1909 года директором был Александр Карлович Флинк (1858—?).
См.: Преподаватели Десятой Московской гимназии